# Santa Maria da Feira
Santa Maria da Feira ou Vila da Feira é uma cidade portuguesa localizada na sub-região da Área Metropolitana do Porto, pertencendo à região do Norte e ao distrito de Aveiro. Tem uma área urbana de 23,52 km2, 19.792 habitantes em 2021 e uma denisdade populacional de 841 habitantes por km2.
É sede do município de Santa Maria da Feira, tendo uma área total de 213,45 km2, 136.720 habitantes em 2021 e uma densidade populacional de 640 habitantes por km2, subdividido em 21 freguesias. O município é limitado a norte pelos municípios de Vila Nova de Gaia e Gondomar, a leste por Arouca, a sudeste por Oliveira de Azeméis e São João da Madeira, a sul por Ovar e a oeste por Espinho.
O município de Santa Maria da Feira, para além da cidade sede Feira (Santa Maria da Feira), inclui duas cidades (Fiães e Lourosa) e 12 vilas (Argoncilhe, Arrifana, Canedo, Lobão, Mozelos, Nogueira da Regedoura, Paços de Brandão, Rio Meão, Santa Maria de Lamas, São João de Vêr, São Paio de Oleiros. Souto).

## História
A Terra de Santa Maria, situada no cruzamento dos eixos Norte-Sul e Litoral-Interior dispõe de um posicionamento geográfico que, desde épocas remotas, fez desta região local de encontro e de passagem de muitos povos. Comprovam-no a existência das vias romanas que ligavam Lisboa a Braga (marco milenário encontrado em Ul) e o Porto a Viseu. Estas vias de comunicação continuaram a ser utilizadas durante toda a Idade Média e até ao século passado.

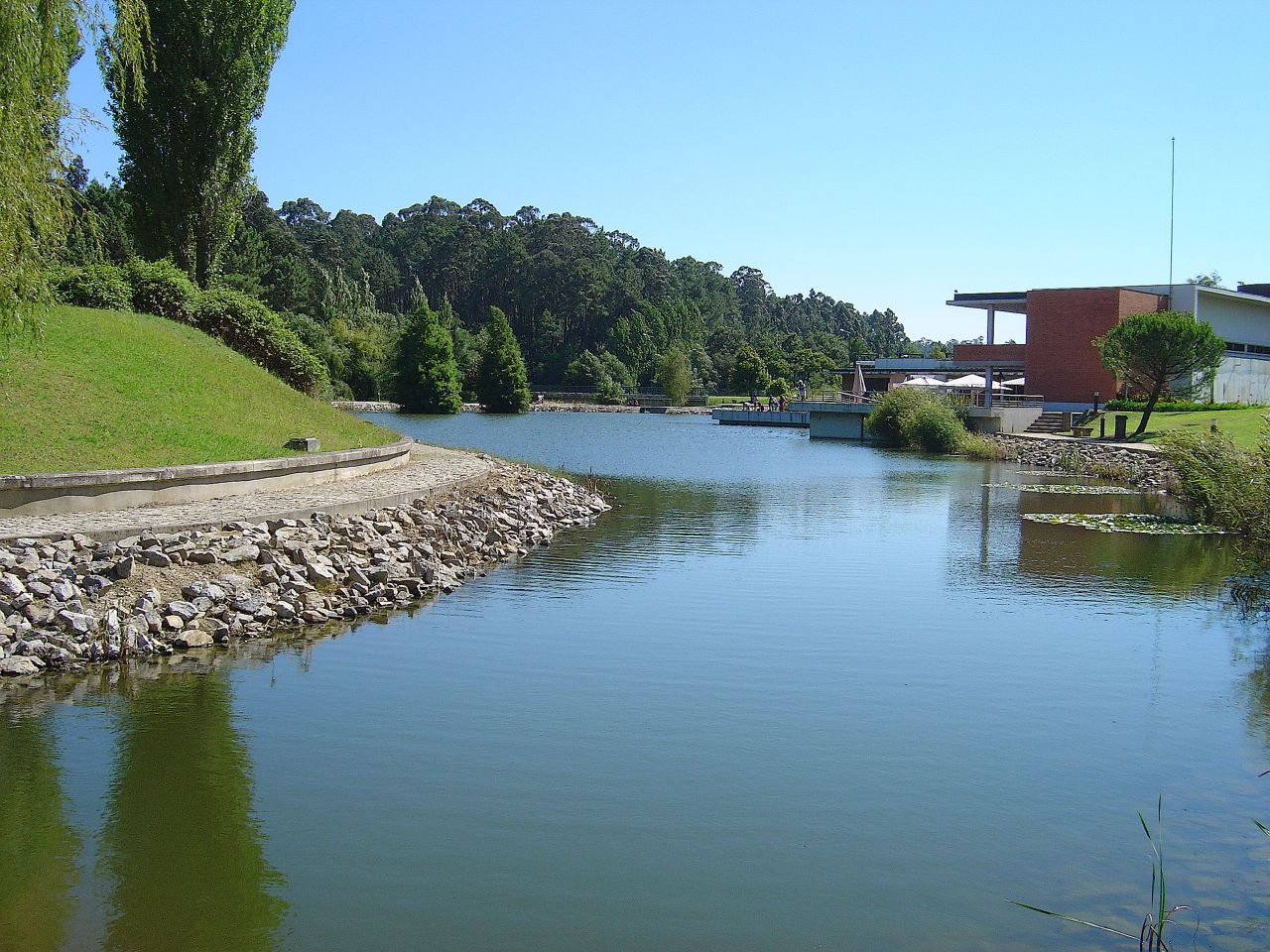
Europarque

Após a reconquista, com base na antiga divisão administrativa dos conventos, três pólos de desenvolvimento se evidenciaram na região: O Mosteiro de Cucujães, o Mosteiro de Arouca e o Castelo da Feira.
O Castelo da Feira, sendo um local de pagamento de tributo era local privilegiado de comércio de produtos vários, pelo que em seu redor se foi instalando a população, dando origem à actual cidade de Santa Maria da Feira.
O povoamento da Terra de Santa Maria é já muito antigo, como o atestam a presença de vários monumentos funerários (mamoas), que remontam ao IV-V milénio antes de Cristo, bem como castros (povoações fortificadas) pré-romanos ou romanizados. O império trouxe as vias romanas, por necessidades militares ou comerciais e são ainda visíveis vários traços de vias e pontes dessa época, muitos dos quais ainda bem conservados.
Da Idade Média ficaram-nos testemunhos da arquitectura militar, de que o Castelo da Feira será o mais imponente e representativo. Mas é na arquitectura religiosa que a monumentalidade atinge a sua máxima expressão: conventos, igrejas e cruzeiros — do românico ao barroco — são muitas vezes o espelho do passar do tempo, através de intervenções sofridas em épocas variadas.
É aqui, mais concretamente na freguesia de Espargo, que se localiza o maior e mais moderno centro de congressos do país, o Europarque, e um centro de ciência, o Visionarium, ambos pertencentes à Associação Empresarial de Portugal. Prepara-se neste momento o projecto de ampliação do Europarque, com vista à recepção de vários serviços na zona envolvente ao actual complexo.

### Toponímia
O topónimo “feira” surge pela primeira vez, num diploma de 1117, assinado por D. Teresa «in terra sancte marie ubi vocant feira», assim como noutros documentos do início de 1120, quando D. Teresa se hospedou no Castelo da Feira. Em 27 de Junho de 1407, a feira de Santa Maria é beneficiada por D. João I, que, a pedido do seu cavaleiro João Alvares Pereira, senhor da Terra de Santa Maria, manda que se faça uma feira franca quinzenal na «dicta villa da feyra», com todos os privilégios da de Trancoso.
A Vila da Feira, da Terra de Santa Maria, foi em 1472, transformada, em cabeça de condado por D. Afonso V, criando a Casa da Feira e dando o título de 1º Conde da Feira, a Rui Pereira. Esta Casa continuou até 1700, altura em que morreu o último destes Pereira sem deixar descendência.
Até à sua elevação a cidade em 14 de Agosto de 1985, tinha o nome de Vila da Feira.

## Geografia

### Freguesias

Freguesias do município de Santa Maria da Feira

Desde a reorganização administrativa de 2012/2013, o município de Santa Maria da Feira está dividido em 21 freguesias:
| - Argoncilhe - Arrifana - Caldas de São Jorge e Pigeiros - Canedo, Vale e Vila Maior - Escapães - Fiães - Fornos - Lourosa - Lobão, Gião, Louredo e Guisande - Milheirós de Poiares - Mozelos - Nogueira da Regedoura - Paços de Brandão - Rio Meão | - Romariz - Sanguedo - Santa Maria da Feira, Travanca, Sanfins e Espargo (sede) - Santa Maria de Lamas - São João de Ver - São Miguel de Souto e Mosteirô - São Paio de Oleiros |

## Evolução da População do Município
Por decreto de 21 de junho de 1879 as freguesias de Cortegaça, Esmoriz e Maceda, que pertenciam ao concelho de Santa Maria da Feira, passaram a fazer parte do concelho de Ovar. Nos anos de 1864 a 1890 a freguesia de Lever pertencia ao concelho de Arouca, passando a fazer parte do da Feira por decreto de 21 de novembro de 1895. Por decreto nº 12.457, de 11 de outubro de 1926, as freguesias de Esmojães, Anta, Paramos e Silvalde, também deste concelho, passaram a fazer parte do concelho de Espinho. Por este mesmo decreto a freguesia de Lever, deste concelho, passou a pertencer ao concelho de Vila Nova de Gaia, do distrito do Porto
| Número de habitantes ★ | Número de habitantes ★ | Número de habitantes ★ | Número de habitantes ★ | Número de habitantes ★ | Número de habitantes ★ | Número de habitantes ★ | Número de habitantes ★ | Número de habitantes ★ | Número de habitantes ★ | Número de habitantes ★ | Número de habitantes ★ | Número de habitantes ★ | Número de habitantes ★ | Número de habitantes ★ | Número de habitantes ★ |
| ---------------------- | ---------------------- | ---------------------- | ---------------------- | ---------------------- | ---------------------- | ---------------------- | ---------------------- | ---------------------- | ---------------------- | ---------------------- | ---------------------- | ---------------------- | ---------------------- | ---------------------- | ---------------------- |
| 1864                   | 1878                   | 1890                   | 1900                   | 1911                   | 1920                   | 1930                   | 1940                   | 1950                   | 1960                   | 1970                   | 1981                   | 1991                   | 2001                   | 2011                   | 2021                   |
| 31 692                 | 33 676                 | 36 684                 | 38 494                 | 45 048                 | 45 008                 | 52 679                 | 61 505                 | 70 532                 | 83 483                 | 94 970                 | 109 531                | 118 641                | 135 964                | 139 312                | 136 674                |

★ Número de "habitantes residentes", isto é, que tinham a residência oficial neste município à data em que os censos  se realizaram	
| Número de habitantes por Grupo Etário ★★ | Número de habitantes por Grupo Etário ★★ | Número de habitantes por Grupo Etário ★★ | Número de habitantes por Grupo Etário ★★ | Número de habitantes por Grupo Etário ★★ | Número de habitantes por Grupo Etário ★★ | Número de habitantes por Grupo Etário ★★ | Número de habitantes por Grupo Etário ★★ | Número de habitantes por Grupo Etário ★★ | Número de habitantes por Grupo Etário ★★ | Número de habitantes por Grupo Etário ★★ | Número de habitantes por Grupo Etário ★★ | Número de habitantes por Grupo Etário ★★ | Número de habitantes por Grupo Etário ★★ |
| ---------------------------------------- | ---------------------------------------- | ---------------------------------------- | ---------------------------------------- | ---------------------------------------- | ---------------------------------------- | ---------------------------------------- | ---------------------------------------- | ---------------------------------------- | ---------------------------------------- | ---------------------------------------- | ---------------------------------------- | ---------------------------------------- | ---------------------------------------- |
|                                          | 1900                                     | 1911                                     | 1920                                     | 1930                                     | 1940                                     | 1950                                     | 1960                                     | 1970                                     | 1981                                     | 1991                                     | 2001                                     | 2011                                     | 2021                                     |
| 0-14 Anos                                | 16 799                                   | 20 031                                   | 18 912                                   | 18 945                                   | 23 442                                   | 25 724                                   | 31 492                                   | 35 120                                   | 32 224                                   | 26 332                                   | 25 028                                   | 22 042                                   | 17 166                                   |
| 15-24 Anos                               | 8 096                                    | 9 080                                    | 9 905                                    | 9 950                                    | 10 699                                   | 13 278                                   | 15 017                                   | 17 510                                   | 23 173                                   | 22 159                                   | 20 087                                   | 16 036                                   | 14 870                                   |
| 25-64 Anos                               | 17 723                                   | 19 433                                   | 19 813                                   | 19 746                                   | 23 438                                   | 26 706                                   | 32 006                                   | 36 370                                   | 45 956                                   | 59 671                                   | 75 817                                   | 80 611                                   | 76 011                                   |
| > 65 Anos                                | 2 674                                    | 2 926                                    | 3 040                                    | 3 014                                    | 3 462                                    | 4 117                                    | 4 968                                    | 6 175                                    | 8 178                                    | 10 479                                   | 15 032                                   | 20 623                                   | 28 627                                   |

★★ De 1900 a 1950 os dados referem-se à população presente no município à data em que eles se realizaram Daí que se registem algumas diferenças relativamente à designada população residente
Só a partir do censo de 1930 é que o município de Santa Maria da Feira apresenta a actual configuração e, por isso mesmo, só a partir dessa data é que os dados sobre a evolução dos grupos etários deverão ser comparáveis. De qualquer das formas é patente que, apesar da desanexação das freguesias atrás referidas, o município apresenta um aumento do número de habitantes nos quatro grupos etários até à década de 70 do século passado. A partir dessa data regista-se um decréscimo no número de habitantes entre os 0 e os 14 anos, com reflexos também na década seguintes na população dos 15 aos 24 anos.
(Fonte: INE)

## Política

### Eleições autárquicas[9]
| Data | %       | V       | %     | V     | %      | V      | %             | V             | %          | V          | %              | V      | %              | V  | %              | V   | %    | V   | %              | V   | % | V | %  | V  | %  | V  | %   | V   | Participação |                |
| Data | PPD/PSD | PPD/PSD | PS    | PS    | CDS-PP | CDS-PP | FEPU/APU/ CDU | FEPU/APU/ CDU | PCTP/ MRPP | PCTP/ MRPP | UDP/BE         | UDP/BE | AD             | AD | PDC            | PDC | PRD  | PRD | GCE            | GCE | E | E | CH | CH | IL | IL | PAN | PAN | Participação |                |
| ---- | ------- | ------- | ----- | ----- | ------ | ------ | ------------- | ------------- | ---------- | ---------- | -------------- | ------ | -------------- | -- | -------------- | --- | ---- | --- | -------------- | --- | - | - | -- | -- | -- | -- | --- | --- | ------------ | -------------- |
| Data | 1976    | 38,94   | 4     | 37,11 | 4      | 12,53  | 1             | 6,03          | -          | 1,60       | -              |        |                |    |                |     |      |     |                |     |   |   |    |    |    |    |     |     |              | 69,26 / 100,00 |
| 1979 | 50,24   | 5       | 35,07 | 3     |        |        | 10,51         | 1             | 0,63       | -          | 0,92           | -      | 75,63 / 100,00 |    |                |     |      |     |                |     |   |   |    |    |    |    |     |     |              |                |
| 1982 | AD      | AD      | 41,27 | 4     | AD     | AD     | 7,96          | -             |            |            | 1,43           | -      | 46,04          | 5  | 74,15 / 100,00 |     |      |     |                |     |   |   |    |    |    |    |     |     |              |                |
| 1985 | 42,58   | 5       | 25,47 | 2     | 8,69   | 1      | 7,65          | -             | 0,31       | -          |                |        |                |    | 9,45           | 1   | 3,10 | -   | 68,64 / 100,00 |     |   |   |    |    |    |    |     |     |              |                |
| 1989 | 41,38   | 5       | 39,92 | 4     | 6,05   | -      | 4,36          | -             |            |            | 5,38           | -      |                |    | 68,23 / 100,00 |     |      |     |                |     |   |   |    |    |    |    |     |     |              |                |
| 1993 | 45,58   | 5       | 43,72 | 4     | 4,90   | -      | 2,82          | -             |            |            | 69,77 / 100,00 |        |                |    |                |     |      |     |                |     |   |   |    |    |    |    |     |     |              |                |
| 1997 | 46,27   | 6       | 43,03 | 5     | 4,65   | -      | 2,39          | -             | 0,62       | -          | 67,63 / 100,00 |        |                |    |                |     |      |     |                |     |   |   |    |    |    |    |     |     |              |                |
| 2001 | 50,77   | 7       | 32,96 | 4     | 5,39   | -      | 2,31          | -             |            |            | 0,69           | -      | 4,28           | -  | 65,70 / 100,00 |     |      |     |                |     |   |   |    |    |    |    |     |     |              |                |
| 2005 | 48,97   | 6       | 39,44 | 5     | 3,12   | -      | 2,62          | -             | 1,99       | -          |                |        | 66,67 / 100,00 |    |                |     |      |     |                |     |   |   |    |    |    |    |     |     |              |                |
| 2009 | 48,07   | 6       | 40,62 | 5     | 3,50   | -      | 2,52          | -             | 2,59       | -          | 65,02 / 100,00 |        |                |    |                |     |      |     |                |     |   |   |    |    |    |    |     |     |              |                |
| 2013 | 44,52   | 6       | 35,26 | 5     | 3,84   | -      | 4,24          | -             | 4,01       | -          | 55,41 / 100,00 |        |                |    |                |     |      |     |                |     |   |   |    |    |    |    |     |     |              |                |
| 2017 | 50,48   | 7       | 32,47 | 4     | 4,33   | -      | 2,71          | -             | 4,15       | -          | 0,50           | -      | 57,32 / 100,00 |    |                |     |      |     |                |     |   |   |    |    |    |    |     |     |              |                |
| 2021 | 48,21   | 7       | 30,09 | 4     | 3,26   | -      | 2,33          | -             | 3,72       | -          |                |        | 2,83           | -  | 2,70           | -   | 1,47 | -   | 55,61 / 100,00 |     |   |   |    |    |    |    |     |     |              |                |

### Eleições legislativas
| Data | %     | %     | %     | %    | %     | %     | %        | %     | %    | %     | %    | %    | %       | % | %  | %  | %   |
| Data | PS    | PSD   | CDS   | PCP  | UDP   | AD    | APU/ CDU | FRS   | PRD  | PSN   | BE   | PAN  | PSD CDS | L | CH | IL | ADN |
| ---- | ----- | ----- | ----- | ---- | ----- | ----- | -------- | ----- | ---- | ----- | ---- | ---- | ------- | - | -- | -- | --- |
| 1976 | 41,24 | 34,13 | 13,50 | 3,62 | 0,98  |       |          |       |      |       |      |      |         |   |    |    |     |
| 1979 | 39,36 | AD    | AD    | APU  | 1,09  | 46,10 | 7,78     |       |      |       |      |      |         |   |    |    |     |
| 1980 | FRS   | AD    | AD    | APU  | 0,76  | 49,23 | 6,23     | 36,92 |      |       |      |      |         |   |    |    |     |
| 1983 | 47,25 | 30,93 | 10,64 | APU  | 0,49  |       | 6,39     |       |      |       |      |      |         |   |    |    |     |
| 1985 | 30,08 | 35,59 | 8,95  | APU  | 0,84  | 6,53  | 13,54    |       |      |       |      |      |         |   |    |    |     |
| 1987 | 32,53 | 53,60 | 3,54  | CDU  | 0,37  | 4,16  | 2,28     |       |      |       |      |      |         |   |    |    |     |
| 1991 | 37,47 | 51,21 | 4,67  | CDU  |       | 2,64  | 0,25     | 0,91  |      |       |      |      |         |   |    |    |     |
| 1995 | 48,75 | 36,94 | 8,91  | CDU  | 0,30  | 2,42  |          | 0,20  |      |       |      |      |         |   |    |    |     |
| 1999 | 47,41 | 36,33 | 9,19  | CDU  |       | 3,19  | 0,17     | 0,91  |      |       |      |      |         |   |    |    |     |
| 2002 | 40,37 | 42,84 | 9,80  | CDU  | 2,50  |       | 1,54     |       |      |       |      |      |         |   |    |    |     |
| 2005 | 50,03 | 30,62 | 6,38  | CDU  | 3,22  | 4,90  |          |       |      |       |      |      |         |   |    |    |     |
| 2009 | 40,31 | 31,54 | 9,26  | CDU  | 3,61  | 9,48  |          |       |      |       |      |      |         |   |    |    |     |
| 2011 | 32,69 | 40,73 | 9,13  | CDU  | 3,87  | 5,86  | 0,75     |       |      |       |      |      |         |   |    |    |     |
| 2015 | 32,13 | CDS   | PSD   | CDU  | 4,09  | 10,75 | 0,94     | 43,14 | 0,37 | 1,49  |      |      |         |   |    |    |     |
| 2019 | 37,97 | 32,02 | 3,83  | CDU  | 2,59  | 10,50 | 3,02     |       | 0,60 | 0,53  | 1,23 | 0,13 |         |   |    |    |     |
| 2022 | 42,80 | 34,39 | 1,63  | CDU  | 1,47  | 4,79  | 1,29     | 0,70  | 4,53 | 4,70  | 0,19 |      |         |   |    |    |     |
| 2024 | 30,65 | AD    | AD    | CDU  | 32,65 | 1,28  | 4,28     | 1,95  | 2,12 | 16,46 | 5,48 | 1,21 |         |   |    |    |     |
| 2025 | 24,16 | AD    | AD    | CDU  | 36,76 | 1,05  | 1,82     | 1,37  | 2,84 | 21,07 | 5,93 | 1,59 |         |   |    |    |     |

## Infraestruturas

### Transporte público
O transporte público do munícipio é operado por 2 serviços: A UNIR, que opera o transporte rodoviário da Área Metropolitana do Porto, e pela CP, que opera o transporte ferroviário. Em ambos os serviços é possível o sistema de passes metropolitano Andante.
Antes da UNIR, Santa Maria da Feira era servida por várias operadoras, incluíndo a Transdev e a Auto Viação Feirense, esta última criada no município homónimo. Também existiu um percurso de um autocarro urbano que ligava diferentes zonas do concelho designado Transfeira, operado pelo município e que fazia o seguinte percurso:
- TF Cavaco ↺ (via Hospital → Continente → Escola Secundária → Av. Sá Carneiro → Espargo → Europarque → Pingo Doce → Balteiro → Esc. Fernando Pessoa → Esc. Secundária → Continente → Centro Histórico → R. Vit. Sá → J. Freguesia → Hospital → Av. Desp. Feirense → Av. Belchior Costa → Est. Piedade → Casa dos Choupos → Sanfins (EN223) → Centro Desportivo → Circunvalação → Est. do Cavaco → Esc. Ferreira de Almeida → Vila Nova)◴◲

Executava um trajeto de sentido único com 48 paragens, circulando nove vezes nos dias úteis, das 07:15 às 19:45, com serviço reduzido aos fins de semana e feriados. Em Dezembro de 2023, a Transfeira, juntamente com os percursos das outras operadoras rodoviárias no concelho, passaram para a UNIR, uniformizando o transporte rodoviário do município, e ganhando números próprios (como a Transfeira, que passou para 2100).
Quanto aos transportes ferroviários, a Linha do Vouga serve o município, com 10 paragens dentre estações e apeadeiros, sendo elas: Arrifana, Cavaco, Escapães, Lapa, Paços de Brandão, Rio Meão, Sampaio - Oleiros, Sanfins, São João de Ver e Vila da Feira.